# Javerlhac-et-la-Chapelle-Saint-Robert

Javerlhac-et-la-Chapelle-Saint-Robert este o comună în departamentul Dordogne din sud-vestul Franței. În 2009 avea o populație de 903 de locuitori.

## Evoluția populației
| An        | 1975  | 1982  | 1990  | 1999 | 2006 | 2009 |
| --------- | ----- | ----- | ----- | ---- | ---- | ---- |
| Populație | 1.071 | 1.004 | 1.064 | 915  | 897  | 903  |